# Euxoa costata
Euxoa costata là một loài bướm đêm thuộc họ Noctuidae. Nó được tìm thấy ở British Columbia, phía nam vào tới tây bắc Hoa Kỳ ở đó nó is abundant in the ponderosa pine forests phía đông của dãy núi Cascade.
Sải cánh dài khoảng 34 mm.